# Antonio Gades
Antonio Esteve Ródenas (Elda, Alicante, 14 de noviembre de 1936 - Madrid, 20 de julio de 2004), más conocido como Antonio Gades, fue un bailarín, actor y coreógrafo español.

## Biografía
Antonio Gades nace en el seno de una familia humilde en Elda, pocos meses después de comenzar la guerra civil española. A principios de 1937, su padre, albañil de profesión, se alista voluntario en el Ejército republicano, trasladándose al frente de Madrid. Un poco más tarde lo seguirá toda la familia. En 1947 Antonio Gades debe comenzar a trabajar y lo hará en un conocido estudio fotográfico, el de Campúa "donde las fotografías de artistas de la época llenaban toda la pared del cuarto oscuro" y en el diario ABC como mozo.
En 1949 se inscribe en una academia de baile, donde la casualidad le permitiría conocer meses más tarde a Pilar López Júlvez. Fue ésta quien le sugiere el nombre artístico de Antonio Gades, como recuerdo a las bailarinas gaditanas. Pilar será su descubridora y admirará en él las dotes naturales y su exquisita pureza. En 1951 entra a formar parte de la compañía. Pilar y el primer bailarín, Manolo Vargas, serán los encargados de darle a conocer el mundo del folklore español en un repertorio amplísimo. Al mismo tiempo que viaja por todo el mundo, descubrirá su gran inspiración para la creación de sus propias coreografías: Federico García Lorca.
Durante los 12 primeros años viaja, baila y se forma también en danza clásica, "aquel tiempo de aprender no lo he perdido jamás". Gades es ya conocido y valorado internacionalmente. En el Teatro de la Ópera de Roma se le denominará "el bailaor de la esencia andaluza", prueba de que se ha decantado firmemente por este folklore.
En 1962 funda su primera compañía. En Italia actuará, además de en Roma, en el Festival de Spoleto como primer bailarín y coreógrafo con Carmen, y en el Teatro de La Scala de Milán. Alfredo Mañas había escrito expresamente para él La historia de los tarantos. Gades explicará su viaje al exterior como una manera de buscar las raíces flamencas, pues para él en España los oropeles y el exceso de virtuosismo habían "prostituido" la cultura flamenca popular.
Tras varios meses en Italia regresa a España representando La historia de los tarantos y rodando una película (ya había intervenido en un pequeño papel en Italia con Vittorio Gassman), Los Tarantos, de Rovira-Beleta (1963).
Representa a España en 1964 en la Exposición de Nueva York, quien lo acoge como a un ídolo del flamenco. Este es también el año que se casa por la iglesia con Maruja Díaz, de la que se separa 20 meses después. En 1965 estrena Don Juan en el Teatro de la Zarzuela. La obra supone un buen triunfo de público. Antonio Gades había puesto buena parte de sus recursos en la producción y se encontrará pocos meses después casi sin dinero. Hasta 1968, cuando se casa con la bailarina Pilar San Clemente, no lo veremos regresar a la Scala de Milán junto a Rudolf Nuréyev donde, sin cosechar un gran éxito, Gades se reafirma en su capacidad para transmitir la pureza del baile español.
En 1969 realiza la coreografía de El amor brujo con la Ópera Lírica de Chicago. Representa la obra en Francia, Italia, España, Japón, Estados Unidos, Marruecos, Argentina, y entre otros países con su propia compañía, el Ballet de Antonio Gades.
En 1971 se separa de su esposa, de quien tenía dos hijos y en 1973 se une a Pepa Flores con quien tendrá tres hijas: la actriz María Esteve, Tamara y la cantante Celia Flores. Con Pepa se casaría en Cuba en 1982.
Hasta 1974 recorrerá todo el mundo. Ese año estrena en Roma su nueva obra: Bodas de sangre o, en su título original, Crónica del suceso de bodas de sangre. El éxito le acompaña, ya incluso en España, pero Gades anuncia su retirada y disuelve la compañía como reacción ante los fusilamientos de septiembre de 1975 por parte del régimen franquista. En 1976 rueda Los días del pasado. A excepción de un viaje por Cuba y Estados Unidos con Alicia Alonso, no vuelve a bailar.
En 1978 fundó el Ballet Nacional Español, del que fue director. A pesar de su rotundo éxito, sólo permanece dos años en el puesto. Con los bailarines del Ballet Nacional que renuncian a su puesto, forma nueva compañía hasta 1981. Antes rueda Bodas de sangre con Carlos Saura, con quien haría además El amor brujo, Carmen y Flamenco. Es tiempo de la apertura y la figura controvertida de Gades se abre un hueco en el panorama político y cultural español.
Durante la Transición Española se declaraba como un "catalán de Elda" de ideología marxista y pancatalanista independentista. Participó en la política encabezando la candidatura del Bloc d'Esquerra d'Alliberament Nacional (BEAN) en las municipales de Alicante en 1979, y se mantendría vinculado a esta formación durante la década de los 80. Más tarde acabó militando en el Partido Comunista de los Pueblos de España (PCPE), siendo miembro de su Comité Central hasta su muerte y se mantuvo vinculado al Partido Comunista de Cuba toda su vida.
En 1983 protagoniza la película Carmen de Carlos Saura junto a Cristina Hoyos y Laura del Sol. En 1986 se separa de Pepa Flores. En 1988 se casa con Daniela Frey, matrimonio que dura hasta 1993.
Su última producción como coreógrafo será Fuenteovejuna sobre el texto de Lope de Vega y adaptación de José Manuel Caballero Bonald, estrenada en la Ópera de Génova en 1994. Desarrolla con su última obra una gira por Japón, Italia, Francia, Reino Unido, España, Cuba, y varios países latinoamericanos. Continúa con su ejercicio de pureza en el arte: "el baile no es un ejercicio, el baile es un estado anímico que sale a través de un movimiento". Queda sin realizar su obra "Don Quijote".
Tras una larga enfermedad, falleció en Madrid el 20 de julio de 2004. Un mes y medio antes, el 6 de junio, había recibido de manos de Fidel Castro la Orden José Martí, máxima condecoración de la República de Cuba. En 2005 sus cenizas fueron enterradas en el Mausoleo de los Héroes del Segundo Frente Oriental "Frank País", en el municipio del mismo nombre, en Santiago de Cuba. Este frente fue comandado por Raúl Castro Ruz en la guerra de liberación contra el dictador Fulgencio Batista
A su muerte, Francisco Frutos, entonces secretario general del Partido Comunista de España, dirá que era "hombre de compromiso y dignidad, de lealtades y amigos, bebió desde niño de las fuentes de la tradición obrera, del sufrimiento del trabajo, de la necesidad, elevando su arte mayor, el baile flamenco, un baile de clase con conciencia, hasta la categoría de manifestación universal".
El 28 de febrero de 2009, la Fundación Obrera de Investigación y Cultura (FOIC), con la colaboración del Partido Comunista de los Pueblos de España (PCPE) y los Colectivos de Jóvenes Comunistas (CJC), le rendirían un homenaje en el Palacio de Congresos de Madrid, acto en el que participaron personalidades como José Menese y Enrique de Melchor, Amaury Pérez, Carmen París, la compañía flamenca Sandra Baca, Buena Fe, Gustavo Cabrera, Orlas Pineda y Grupo Cayamba, y en el que intervino el ministro de cultura cubano, Abel Prieto y el secretario general del PCPE, Carmelo Suárez.

## Vida privada
Antonio Gades se casó en cuatro ocasiones: la primera con María Díaz Ruiz (Marujita Díaz) (1964-1965); después fue pareja de Pilar San Clemente (1968-1971), con quien tuvo dos hijos; la segunda boda fue con Pepa Flores (Marisol) (1973-1986), con quien tuvo tres hijas: María Esteve (actriz, n. 1974), Tamara Esteve (psicóloga, n. 1976) y Celia Flores (cantante, n. 1981); la tercera, con Daniela Frey (1988-1993) y, por último, la cuarta vez fue con Eugenia Eiriz (2003-2004).

## Filmografía
Antonio Gades también participó en el cine en unas doce películas, destacando como actor principal en películas como Carmen, película española de 1983 dirigida por Carlos Saura, que fue nominada al Oscar de Hollywood como Mejor Película de Habla no inglesa y obtuvo el premio BAFTA de la academia inglesa en esta misma categoría. También protagonizó El amor brujo (1967) de Francisco Rovira Beleta, y participó en Los Tarantos (1963), del mismo director, que fueron nominadas en la misma categoría en otros años.
En El amor brujo (1967), Útimo encuentro (1967)  y en Johnny Ratón (1969), Antonio se interpretaba sí mismo o al menos a un personaje con su mismo nombre. Además tomó parte en Con el viento solano (1965), interpretando a Sebas, y en Bodas de sangre (1981), interpretando a Leonardo. También participó con papeles menores, entre otras, en Esa pícara pelirroja (1963) de José María Elorrieta, o haciendo de maqui junto a Pepa Flores "Marisol", su pareja por entonces, en Los días del pasado (1977) de Mario Camus.

## Reconocimientos
- En La Habana Vieja, se erige una estatua de bronce en tamaño natural realizada por el destacado escultor cubano José Villa Soberón, se ubica en la Plaza de la Catedral de La Habana.[9]

### Distinciones honoríficas
- Orden Nacional José Martí de la República de Cuba (2004).